# Tramwaje w Étaples
Tramwaje w Étaples − zlikwidowany system komunikacji tramwajowej we francuskim mieście Étaples, działający w latach 1900−1938.

## Historia
Linię tramwaju elektrycznego o długości 6 km otwarto 15 lipca 1900. Linia połączyła miasta Étaples i Le Touquet-Paris-Plage. Dodatkowo miasto Le Touquet-Paris-Plage posiadało własną linię tramwajową. Linię Étaples − Le Touquet-Paris-Plage zlikwidowano w 1938. 